# Petersberguppgifterna
Petersberguppgifterna är ett antal militära uppgifter som fastställdes för Västeuropeiska unionen (VEU) vid ett ministerrådsmöte den 19 juni 1992 vid Hotel Petersberg i närheten av Bonn, Tyskland. Vid detta tillfälle förklarade VEU:s medlemsstater att de var beredda att ställa militära enheter till sitt förfogande för att utföra följande uppgifter:
- humanitära insatser och räddningsinsatser,
- fredsbevarande insatser, och
- insatser med stridskrafter vid krishantering, inklusive fredsskapande åtgärder

Genom Amsterdamfördraget, som trädde i kraft den 1 maj 1999, införlivades Petersberguppgifterna i fördraget om Europeiska unionen som en del av den gemensamma säkerhets- och försvarspolitiken inom Europeiska unionen. Tillsammans med den gemensamma försvarsklausulen som infördes genom Lissabonfördraget, som trädde i kraft den 1 december 2009, hade merparten av VEU:s uppgifter överförts till EU och följaktligen upplöstes VEU 2011. Genom Lissabonfördraget utökades Petersberguppgifterna till att innefatta följande:
- gemensamma insatser för avrustning,
- humanitära insatser och räddningsinsatser,
- militära rådgivnings- och biståndsinsatser,
- konfliktförebyggande och fredsbevarande insatser, samt
- insatser med stridande förband vid krishantering, inklusive fredsskapande åtgärder, och
- stabiliseringsinsatser efter konflikter.